# Eupithecia sydyi
Eupithecia sydyi är en fjärilsart som beskrevs av Otto Staudinger 1885. Eupithecia sydyi ingår i släktet Eupithecia och familjen mätare. Inga underarter finns listade i Catalogue of Life.